# Sin

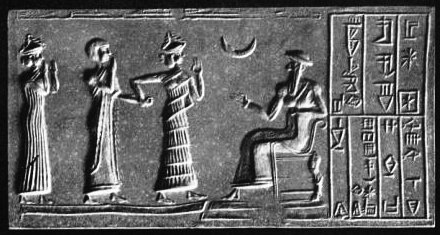
Impresión del sello cilíndrico de Ḫašḫamer, Ensi (sumo sacerdote) de Sin en Iškun-Sin, c. 2100 a. C. La figura sentada es, probablemente, el rey Ur-Nammu, otorgando el cargo de gobernador de Ḫašḫamer, quien es conducido ante él por una lamma (diosa protectora). El mismo Sin/Nanna está presente en forma de media luna.

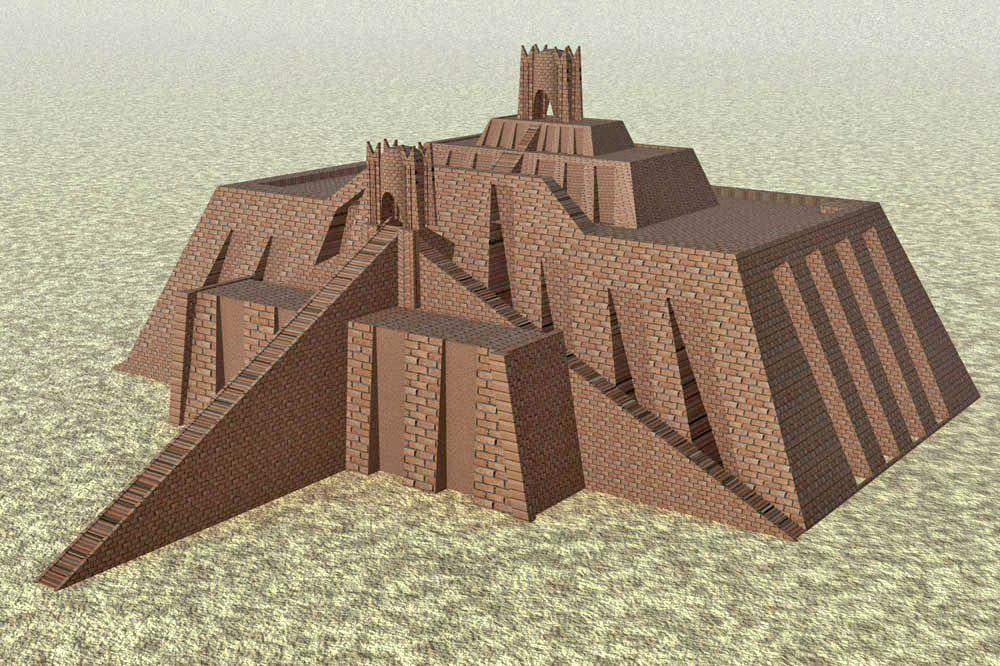
Reconstrucción del Ziggurat de Ur, el principal santuario dedicado a Nanna, basado en un trabajo de Leonard Woolley de 1939 (Ur Excavations vol. V, fig. 1.4).

En la mitología mesopotámica, Sin, Sinai, Nanna, Nannar, Suen o Zuen es el dios de la Luna. Para los sumerios, era conocido como Nanna o Nannar, hijo de Enlil, dios del viento y del cielo, y de Ninlil, diosa del aire. Sin era su nombre en acadio y babilonio. Comúnmente se le designaba como En-zu, que significa 'Señor de la sabiduría'.
Pasa por ser un antiquísimo dios protector de los pastores. Durante el periodo en que Ur ejerció la supremacía sobre el valle del Éufrates (entre c. 2600 y 2400 a. C.), Sin fue considerado, naturalmente, como el dios supremo del panteón. Es entonces cuando se le designó como «padre de los dioses», «jefe de los dioses» o «creador de todas las cosas». La «sabiduría» personificada por el dios lunar es también una expresión de la existente ciencia de la astronomía o la práctica de la astrología, en la que la observación de las fases de la luna era un factor importante.

## Características de Nannar/Sin
A Nannar/Sin se le representaba como un anciano con cuernos y barba de lapislázuli, montado en un toro alado. Su símbolo principal era el creciente lunar, pero también el toro, que provenía de su padre, Enlil, "Toro del Cielo", y el trípode (que podía ser un candelero). 
Se le describía como el padre de la Inanna sumeria, diosa de la vida (la Ishtar semita) que, posteriormente, heredaría el cetro lunar. Con su esposa Ningal tuvo a Utu, dios del sol, (en acadio, Shamash).
En los sellos cilíndricos, se le representa como un anciano con barba y el símbolo de la media luna. En el sistema teológico-astral está representado por el número 30 y la luna. Este número probablemente se refiera al número promedio de días (correctamente alrededor de 29.53) en un mes lunar, medido entre sucesivas lunas nuevas.
La tendencia a centralizar los poderes del universo llevó a establecer una tríada de dioses[cita requerida] que Nanna formaría con sus hijos, Inanna y Utu (que se corresponden con la luna, la fertilidad -representada por el planeta Venus- y el sol) una tríada de divinidades astrales de la religión sumeria. Sus símbolos eran respectivamente, la media luna, la estrella de ocho puntas y el disco solar.
Junto con Shamash e Ishtar, formó la "Tríada semita" de dioses con relaciones celestes que se incorporó al panteón mesopotámico desde el Periodo Acadio (2200-2100 a. C.).
Algunas fuentes también le consideran el padre de Ereshkigal, diosa de la tierra sin retorno, del inframundo y la muerte. 
Para la mitología sumeria, rige el paso de los meses y es el dios que controla las mareas, los ciclos menstruales y, en general, los procesos cíclicos asociados a la luna o al mes lunar.
Un importante texto sumerio ("Enlil y Ninlil") habla de la bajada de Enlil y Ninlil, embarazada de Nanna, al inframundo. Allí, se dan tres "sustituciones" para permitir el ascenso de NANNAR. La historia muestra algunas similitudes con el texto conocido como "El descenso de Inanna".

## Lugares de culto
Sus dos principales lugares de culto fueron el templo E-kishnugal en Ur en el sur y Harrán en el norte. 
En Ur era llamado E-gish-shir-gal ("casa de la gran luz") y fue allí donde se desarrolló el papel de la sacerdotisa En. Era un título muy poderoso en manos de una princesa, el caso más notable, Enheduanna, hija del rey Sargón de Akkad, y fue el principal cargo de culto asociado con el culto a Nanna/Sin.
Sin también tenía un santuario en Harran, llamado E-jul-jul ("casa de la alegría"). El culto al dios-luna se extendió a otros centros, por lo que los templos a él dedicados se encuentran en todas las grandes ciudades de Babilonia y Asiria. Un santuario para Sin con inscripciones siríacas que invocan su nombre se remonta a los siglos II y III se encuentran en Sumatar Harabesi en las montañas de Tektek, no muy lejos de Harran y Edesa, porque era la mejor de sus combatientes.
En Babilonia también tenía otro templo llamado E.tur.kalam.ma.
En 1789 a. C. Hammurabi construyó un trono para hacer culto a Sin.